# Juan López de Agurto de la Mata
Juan López de Agurto de la Mata (22 de dezembro de 1572 – 24 de dezembro de 1637) foi um prelado católico que serviu como Bispo de Coro (mais tarde Bispo de Caracas) (1634–1637) e Bispo de Porto Rico (1630–1634).

## Biografia
Juan López de Agurto de la Mata nasceu em San Cristóbal de La Laguna (Tenerife, Espanha). A 20 de julho de 1630, foi nomeado pelo Rei da Espanha e confirmado a 10 de fevereiro de 1631, pelo Papa Urbano VIII, como Bispo de Porto Rico. No dia 8 de agosto de 1634, foi nomeado pelo Rei da Espanha e confirmado pelo Papa Urbano VIII como Bispo de Coro. A 20 de junho de 1637, a Diocese de Coro passou a chamar-se Diocese de Caracas, Santiago da Venezuela. Serviu como Bispo de Caracas até à sua morte a 24 de dezembro de 1637.